# Roseville (Ohio)
Roseville és una població dels Estats Units a l'estat d'Ohio. Segons el cens del 2000 tenia 1.936 habitants.

## Demografia
Segons el cens del 2000, Roseville tenia 1.936 habitants, 729 habitatges, i 529 famílies. La densitat de població era de 1.067,8 habitants per km².
Dels 729 habitatges en un 42,1% hi vivien nens de menys de 18 anys, en un 50,9% hi vivien parelles casades, en un 16,3% dones solteres, i en un 27,3% no eren unitats familiars. En el 23,3% dels habitatges hi vivien persones soles l'11,4% de les quals corresponia a persones de 65 anys o més que vivien soles. El nombre mitjà de persones vivint en cada habitatge era de 2,66 i el nombre mitjà de persones que vivien en cada família era de 3,11.
Per edats la població es repartia de la següent manera: un 30,7% tenia menys de 18 anys, un 11% entre 18 i 24, un 29,9% entre 25 i 44, un 17,2% de 45 a 60 i un 11,2% 65 anys o més.
L'edat mediana era de 30 anys. Per cada 100 dones de 18 o més anys hi havia 82,4 homes.
La renda mediana per habitatge era de 24.706 $ i la renda mediana per família de 26.964 $. Els homes tenien una renda mediana de 26.250 $ mentre que les dones 15.463 $. La renda per capita de la població era de 12.707 $. Aproximadament el 22,3% de les famílies i el 27,6% de la població estaven per davall del llindar de pobresa.

## Poblacions més properes
El següent diagrama mostra les poblacions més properes.